# Sandomierz
Sandomierz (izg. [sanˈdɔmʲɛʂ] (), latinsko Sandomiria) je zgodovinsko mesto v Svetokriškem vojvodstvu v jugovzhodni Poljski s 23.863 prebivalci (2017). Mesto je upravno središče Sandomjerškega okraja. Znano je po lepo ohranjenem Starm mestu, ki je bilo leta 2017 razglašemo za Narodni spomenik Poljske. V preteklosti je bil Sandomierz eno od najpomembnejših mestnih središč Poljske krone in od visokega srednjega veka do 19. stoletja regionalno upravno središče 

## Ime
Ime mesta izvira morda iz staropoljske besede Sędomir, sestavljene iz  Sędzi- (iz glagola sądzić, soditi) in mir (mir). Ime verjetneje izhaja iz zastarelega osebnega imena Sędzimir, nekoč priljubljenega v več slovanskih jezikih. V latinskem jeziku se mesto imenuje Sandomiria in v jidišu צויזמיר, prečrkovano v Cojzmir.

## Zgodovina

### Zgodnja zgodovina
Sandomierz je eno najstarejših in zgodovinsko najpomembnejših mest na Poljskem. Arheološke najdbe v okolici mesta kažejo, da je bilo to območje naseljeno od neolitika. Mesto je nastalo v zgodnjem srednjem veku na sotočju reh Visla in San in stičišču pomembnih trgovskih poti. Prva znana zgodovinska omemba mesta je iz zgodnjega 12. stoletja, ko ga je kronist Gallus Anonimus skupaj s Krakovom in Vroclavom uvrstil med glavna mesta Poljske. Oporoka Boleslava III. Krivoustega približno iz leta 1115-1118, v kateri je razdelil Poljsko med svoje sinove, je Sandomierz določila za glavno mesto novonastale vojvodine Sandomierz.
V začetku 13. stoletja je bil v Sandomierzu ustanovljen drugi najstarejši dominikanski samostan na Poljskem (za Krakovom) in eden najstarejših v Evropi. V 13. stoletju je mesto utrpelo veliko škodo med vpadi Mongolov v letih 1241, 1260 in 1287. Staro leseno mesto je bilo popolnoma uničeno. Poljski veliki vojvoda Lešek II. Črni je zato leta 1286 ponovno ustanovil mesto in mu podelil  magdeburške mestne pravice. Ustanovno listino hrani Mestni arhiv.
Po ponovni združitvi poljskih dežel v 14. stoletju je nekdanja kneževina postala Sandomiersko vojvodstvo, ki je vključevalo velika območja jugovzhodne Poljske. Do leta 1474 je bilo skupaj s Krakovskim eno od dveh malopoljskih vojvodstev. Leta 1474 je bilo z vzhodnega dela Sandomierškega vojvodstva ustanovljeno Lublinsko vojvodstvo. Sandomierz je imel takrat približno 3000 prebivalcev in bil eno največjih poljskih mest. Sredi 14. stoletja je bilo mesto ponovno požgano med napadom Litovcev. Med vladavino poljskega kralja Kazimirja III. je bilo obnovljeno in dobilo več novih privielgijev. Stari del mesta je od takrat do danes ostal praktično nespremenjen. Leta 1389 se je v Sandomierzu litovski knez Lengvenis, novoimenovani knez Novgorodske republike, poklonil poljskemu kralju Vladislavu II. Jagelu, s čimer je Novgorod postal fevd Kraljevine Poljske.

### Kasnejša zgodovina
Leta 1570 je zavezništvo nekatoliških poljskih Cerkva, luteranov, reformiranih in čeških  bratov sestavilo tako imenovani Sandomierški sporazum, s katerim so se združili v konfederacijo, da bi preprečili poraz proti rimskokatoliški cerkvi. V mestu so se naselili jezuiti in na začetku 17. stoletja ustanovili Collegium Gostomianum, eno najstarejših srednjih šol na Poljskem.
Zgodnje novoveško obdobje, ki je trajalo do sredine 17. stoletja, je bilo za mesto precej uspešno. V tem obdobju so bile zgrajene najpomembnejše zgodovinske zgradbe. Zlata doba se je končala leta 1655, ko je med potopom mesto zavzela švedska vojska. Po kratkem zadrževanju v mestu so umikajoči se Švedi razstrelili grad in povzročili veliko škode na drugih zgradbah. V naslednjih 100 letih je poljsko gospodarstvo nazadovalo, kar je prizadelo tudi Sandomierz. Velik požar leta 1757 in prva delitev Poljske leta 1772, ki je Sandomierz uvrstila v Avstrijo, sta še dodatno poslabšala njegov položaj. Sandomierz je izgubil vlogo upravnega središča.
Med napoleonskimi vojnami so spopadi med avstrijsko vojsko in vojsko Varšavskega vojvodstva mestu povzročili veliko škode. Sandomierz je postal del kratkoživega Varšavskega vojvodstva, ki je po letu 1815 pripadlo Ruskemu carstvu kot del Kongresne Poljske. Sandomierz je imel takrat samo 2640 prebivalcev.

### Svetovni vojni
Med prvo svetovno vojno je mesto ponovno utrpelo veliko škode. Po vojni je leta 1918 postalo del neodvisne Poljske. V 30. letih 20. stoletja se je Sandomierz zaradi obsežnih javnih del začel hitro razvijati. Predvideno je bilo, da postane glavno mesto Sandomierškega vojvodstva. Širši Sandomierz naj bi se v 40. letih dvajsetega stoletja razvil v mesto s 120.000 prebivalci.
Septembra 1939 je Poljsko okupirala nacistična Nemčija. Poljsko in judovsko prebivalstvo je bilo podvrženo različnim zločinom. V Sandomierz so Nemci deportirali del Poljakov iz Złoczewa, ki je bil priključen k Nemčiji. Drugi Poljaki so bili vpoklicani na prisilno delo, mnogi pa so bili poslani v delovna taborišča. Največje množične aretacije Poljakov, vključno z učitelji, lokalnimi uradniki in aktivisti, so bile izvedene marca 1940. Junija 1940 so Nemci v Brzaškem gozdu pomorili 760 Poljakov v okviru nemške Akcije A-B na Poljskem, katere cilj je bil iztrebiti poljsko inteligenco. Trupla so bila pokopana v neoznačenem množičnem grobu. To je bil največji pokol v regiji Kielce. Poljake so nato zapirali v lokalni zapor in jih izgnali v nemška koncentracijska taborišča. V Sandomierzu je bilo kljub temu dejavno poljsko podtalno uporniško gibanje, ki je konec leta 1940 v mestu celo ustanovilo tajno tiskarno in izdajalo poljski podtalni časopis Odwet, ki so ga razdeljevali tudi po bližnjih vaseh. Marca 1942 so Nemci izvedli množične aretacije okoli 150 pripadnikov poljskega odpora. Med aretiranimi je bil lokalni poljski pisatelj Roman Koseła, eden od več poljskih pisateljev, umorjenih v koncentracijskem taborišču Auschwitz.
Maja 1942 so bili mestni Judje preseljeni v geto. Med njimi so bili tudi Poljaki iz mesta in okoliških vasi, ki so pomagali Judom. Število prebivalcev se je zato povečalo na več kot 5000. Oktobra 1942 je bilo okoli 3000 zapornikov poslanih v koncentracijsko aborišče Bełżec, kjer so bili takoj pomorjeni s plinom. Po tej deportaciji je več sto Judov prišlo iz svojih skrivališč, veliko Judov pa so v mesto pripeljali od drugod. V novem getu je bilo več kot 6000 ujetnikov, ki so živeli v nemogočih razmerah, tudi na cestah. Sanitarne razmere so bile grozne in mnogi so zboleli. Tiste, ki so se prijavili v bolnišnico, so po nekaj običajno ustrelili. Nekaj zapornikov so v tem času še poslali v delovna taborišča, januarja 1943 pa sta SS in nemška policija obkolili geto. Nekaj hiš so požgali in druge zbombardirali. Od 7000 ljudi so jih nekaj sto poslali v delovno taborišče, ostale pa so odgnali na železniško postajo. Med potjo so več sto ljudi ustrelil. Preživele so odpeljali v Treblinko, kjer so jih še isti dan umorili s plinom. Mesto je avgusta 1944 zavzela Rdeča armada.
Po vojni Sandomierz ni doživel večjega industrijskega razvoja in je zato ohranil videz očarljivega majhnega mesta, polnega zgodovinskih spomenikov v neokrnjeni pokrajini.

## Mestne znamenitosti
- cerkev sv. Duha
- cerkev sv. Jakoba
- cerkev sv. Mihaela
- cerkev sv. Pavla
- Collegium Gostomianum, ena od najstarejših šol nas Poljskem, ustavovljjena leta 1602
- hiša Jana Długosza
- Kamienica Oleśnickich (posestvo Oleśnickih)
- naravni rezervat Pepperske gore
- cerkveni muzej
- Opatowska vrata (Brama Opatowska), gotska mestna vrata, ki jih je zgradil kralj  Kazimir Veliki
- Sandomierški grad, ki ga je na pobočju nad Vislo zgradil Kazimir Veliki; grad je opevan v operi Boris Godunov Modesta Musorgskega
- Sandomierška stolnica, zgrajena leta 1360 in v 18. stoletju obnovljena v baročnem slogu
- Glavni trg
- škofova palača
- sinagoga, zgrajena leta 1768 v poljskem baročnem slogu
- Mestna hiša

## Pobratena mesta
- Ostroh, Ukrajina
- Volterra, Italija
- Newark-on-Trent, Združeno kraljestvo[12]
- Emmendingen, Nemčija[12]

## Galerija
- Mestna hiša
- Trg (Rynek)
- Sandomierški kraljevi grad
- Cerkev spreobrnitve sv. Pavla
- Dominikanska cerkev sv. Jakoba (13.-14. stoletje)
- Sandomierška stolnica
- Stolnica (notranjost)
- Hiša Jana Długosza
- Zgodovinski vodnjak na Glavnem trgu
- Cerkev sv. Mihaela
- Meščanske hiše na Glavnem trgu
- Škofova palača
- Pošta
- Hiša Rynek 31